# Leonie Wesselow
Leonie Wesselow (Buxtehude, 7 aprile 1998) è un'attrice tedesca.

## Filmografia

### Televisione
- Das Haus Anubis (2x, 2010)
- Hamburg Distretto 21 (10x, 2016)
- Il commissario Schumann (13x, 2017)
- Der Bergdoktor (Zwiespalt, 2017)
- Come vendere droga online (in fretta) (Fritzi, 2019-in corso)
- Nora Weiss (2019)
- SOKO Hamburg (Der Pferdeflüsterer, 2019)
- In aller Freundschaft - Die jungen Ärzte (5x, 2019)
- Squadra Speciale Colonia (18x, 2020)